# Chetia welwitschi
Chetia welwitschi är en fiskart som först beskrevs av Boulenger, 1898.  Chetia welwitschi ingår i släktet Chetia och familjen Cichlidae. IUCN kategoriserar arten globalt som otillräckligt studerad. Inga underarter finns listade i Catalogue of Life.